# Flexanthera
Flexanthera é um género botânico pertencente à família Rubiaceae.

## Espécies
- Flexanthera subcordata